# Vittorio Veneto
Vittorio Veneto (AFI: /vitˈtɔrjo ˈvɛneto/; Vitorio in veneto, /viˈtɔrjo/) è un comune italiano di 27 229 abitanti della provincia di Treviso in Veneto. Vi si combatté l'omonima battaglia durante la Grande Guerra; la vittoria dell'esercito italiano su quello austro-ungarico ebbe come conseguenza la resa austriaca e la fine della guerra.
La città è composta da quelli che un tempo furono due comuni distinti, Ceneda e Serravalle, che vennero uniti dopo l'annessione all'Italia nel 1866, ed è il comune più esteso di tutta la provincia.
È inoltre sede della diocesi di Vittorio Veneto, che scelse di mantenere il "vecchio" nome di diocesi di Ceneda fino al 1939, per ragioni storiche ma anche per i difficili rapporti tra l'Italia e la Chiesa (il governo sabaudo nel 1866 non aveva ancora occupato Roma, ma nel 1860 aveva annesso la Romagna, l'Umbria e le Marche, perciò la Curia non volle "omaggiare" il nuovo nome della città che onorava Vittorio Emanuele II).

## Geografia fisica
Il territorio, il più vasto della provincia, è caratterizzato dalla presenza di rilievi collinari e montuosi, trovandosi a ridosso delle prealpi che lo separano dalla Valbelluna e dall'Alpago.
Oltre al centro di Vittorio Veneto, diviso tra Ceneda e Serravalle, sono presenti altri quartieri e sobborghi quali San Giacomo di Veglia, San Lorenzo, Costa e Salsa. Si contano inoltre numerose frazioni e località sparse sulle pendici dei monti o nella Val Lapisina, ossia la vallata che, inserendosi tra le prealpi, mette in comunicazione la Marca Trevigiana con la provincia di Belluno attraverso la Sella di Fadalto (è attraversata dalla SS51 e dalla A27). Lungo questa valle si trovano il Lago Morto, uno dei più estesi della provincia, e i più modesti lago del Restello e lago di Negrisiola, entrambi di origine artificiale.

L'altitudine minima di Vittorio Veneto è di 89 m s.l.m., mentre la massima è di 1.763 m s.l.m. (in corrispondenza alla cima del Col Visentin). Il municipio si trova a 138 m s.l.m.
Viste le caratteristiche fisiche, la zona di Vittorio Veneto è ricca di corsi d'acqua a carattere torrentizio, molti dei quali nascono proprio all'interno del territorio comunale. Il principale corso d'acqua è indubbiamente il Meschio, che nasce in località Savassa, attraversa il capoluogo ed è affluente della Livenza. Sono da ricordare inoltre il Cervada, affluente del Monticano, ed il Sora, affluente del Meschio stesso.

### Clima
| Vittorio Veneto     | Mesi | Mesi | Mesi | Mesi | Mesi | Mesi | Mesi | Mesi | Mesi | Mesi | Mesi | Mesi | Stagioni | Stagioni | Stagioni | Stagioni | Anno  |
| Vittorio Veneto     | Gen  | Feb  | Mar  | Apr  | Mag  | Giu  | Lug  | Ago  | Set  | Ott  | Nov  | Dic  | Inv      | Pri      | Est      | Aut      | Anno  |
| ------------------- | ---- | ---- | ---- | ---- | ---- | ---- | ---- | ---- | ---- | ---- | ---- | ---- | -------- | -------- | -------- | -------- | ----- |
| T. max. media (°C)  | 6,4  | 8,6  | 12,8 | 17,3 | 22,0 | 25,7 | 28,3 | 27,6 | 24,0 | 18,2 | 11,8 | 7,3  | 7,4      | 17,4     | 27,2     | 18,0     | 17,5  |
| T. min. media (°C)  | −2,1 | −0,5 | 2,7  | 6,9  | 10,9 | 14,6 | 16,4 | 16,0 | 12,9 | 7,7  | 3,4  | −0,9 | −1,2     | 6,8      | 15,7     | 8,0      | 7,3   |
| Precipitazioni (mm) | 62   | 69   | 79   | 104  | 98   | 127  | 89   | 102  | 91   | 101  | 126  | 85   | 216      | 281      | 318      | 318      | 1 133 |

## Storia

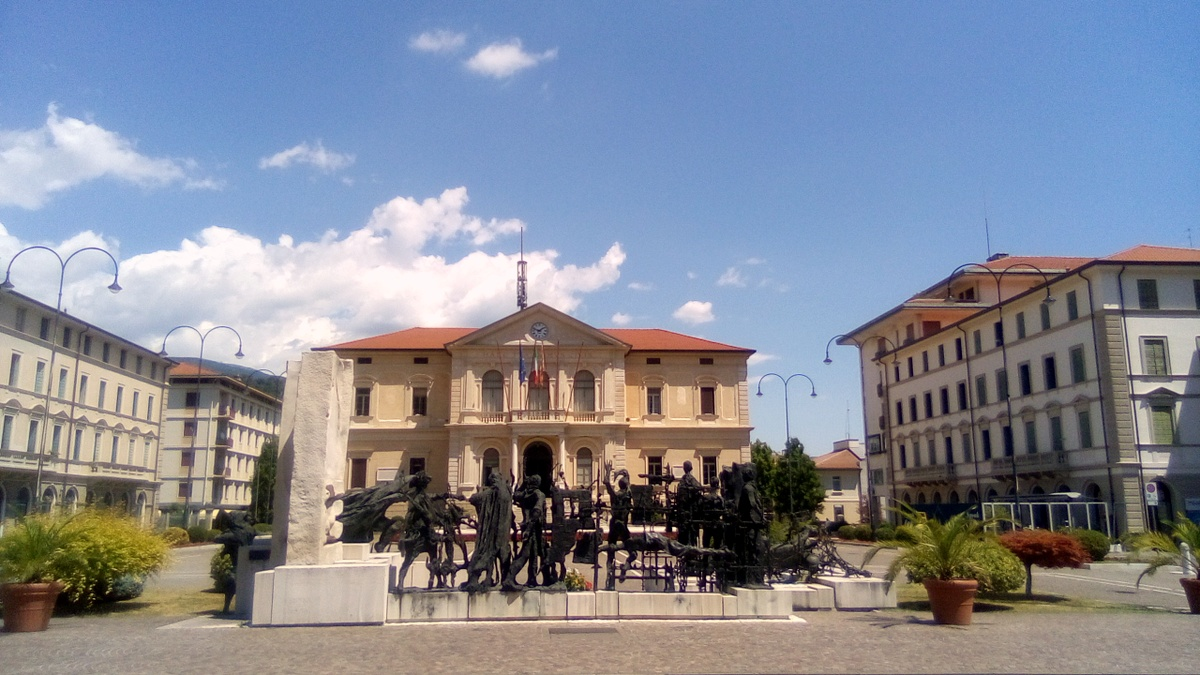
Palazzo Municipale e il Monumento alla Vittoria in Piazza del Popolo

Vittorio Veneto nacque il 27 settembre 1866 con l'unione dei preesistenti comuni di Ceneda e Serravalle. Assunse il nome di "Vittorio" il 22 novembre 1866 in omaggio a Vittorio Emanuele II, primo re d'Italia. L'appellativo "Veneto" era usato abitualmente soprattutto dopo la battaglia del 1918 e venne ufficializzato, assieme al conferimento del titolo di città, con RD 22 luglio 1923 n. 1765.
A partire dalla fine dell'Ottocento, vennero creati dei nuovi quartieri attorno alla strada che collegava le due cittadine, l'attuale Viale della Vittoria, di modo che l'unione fosse anche fisica, e lo stesso municipio fu collocato a metà strada nella Piazza del Popolo.. Tuttavia la città continua ancora oggi a dimostrare una certa bipolarità, e in effetti Ceneda e Serravalle, nonostante la vicinanza, hanno identità storiche ben distinte.
Vittorio Veneto fu la sede del comando austro-ungarico per il fronte italiano della prima guerra mondiale dopo la rotta di Caporetto, e teatro dell'omonima battaglia con cui l'Italia attaccò l'esercito imperiale già in ritirata e concluse la sua controffensiva.

### Ceneda
Di probabili origini celtiche, in epoca romana ospitò forse un vicus fortificato legato al municipium di Oderzo. Crebbe d'importanza durante l'alto medioevo, divenendo sede di un ducato longobardo e di una diocesi. I vescovi locali ebbero inoltre il titolo di conti che mantennero anche dopo l'assoggettamento alla Serenissima. In età moderna il suo sviluppo fu ostacolato dall'accrescersi di Serravalle, mantenendo le caratteristiche di piccolo borgo ad economia agricola raccolto attorno alla piazza della cattedrale.

### Serravalle

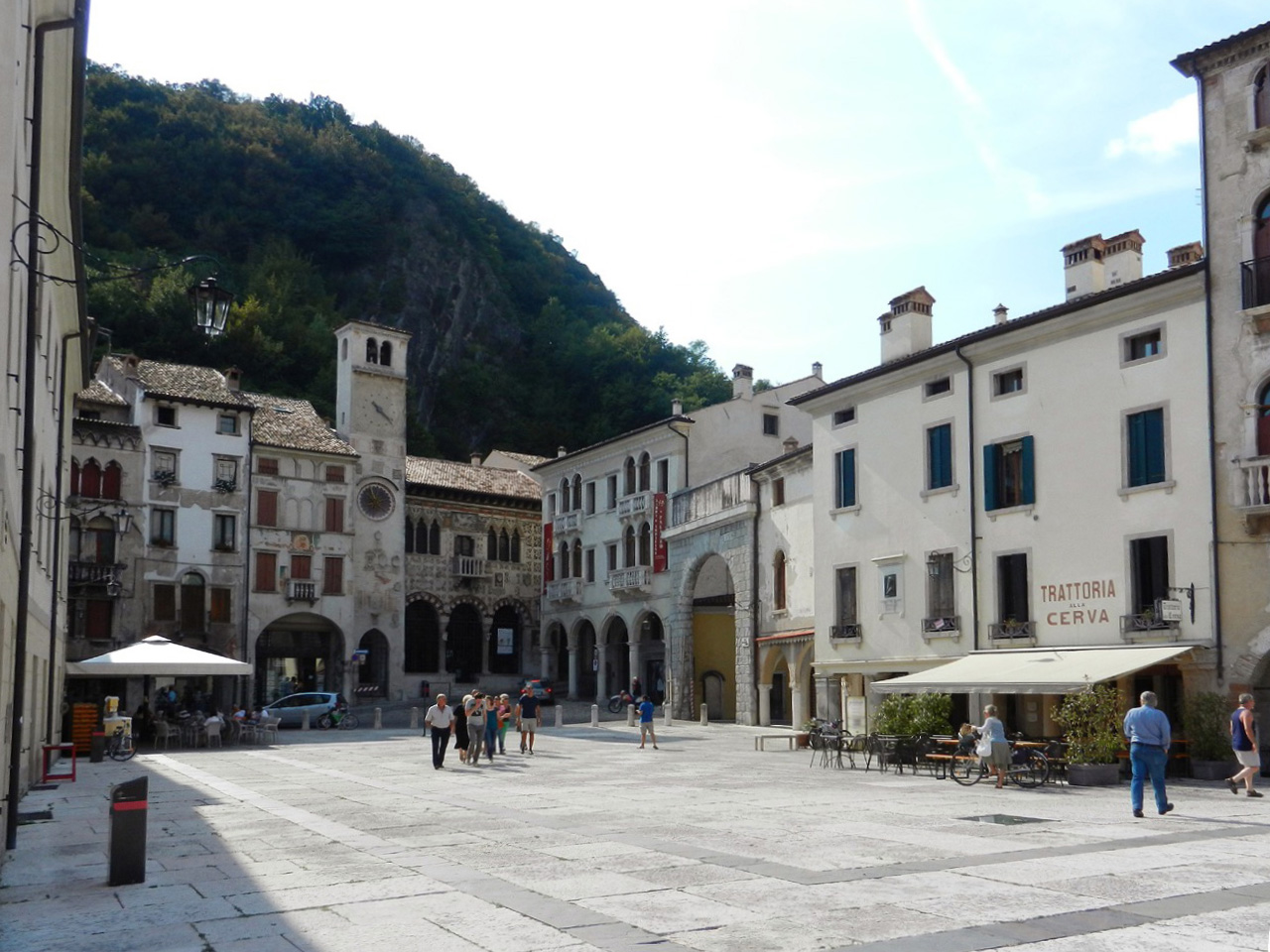
Piazza Flaminio a Serravalle

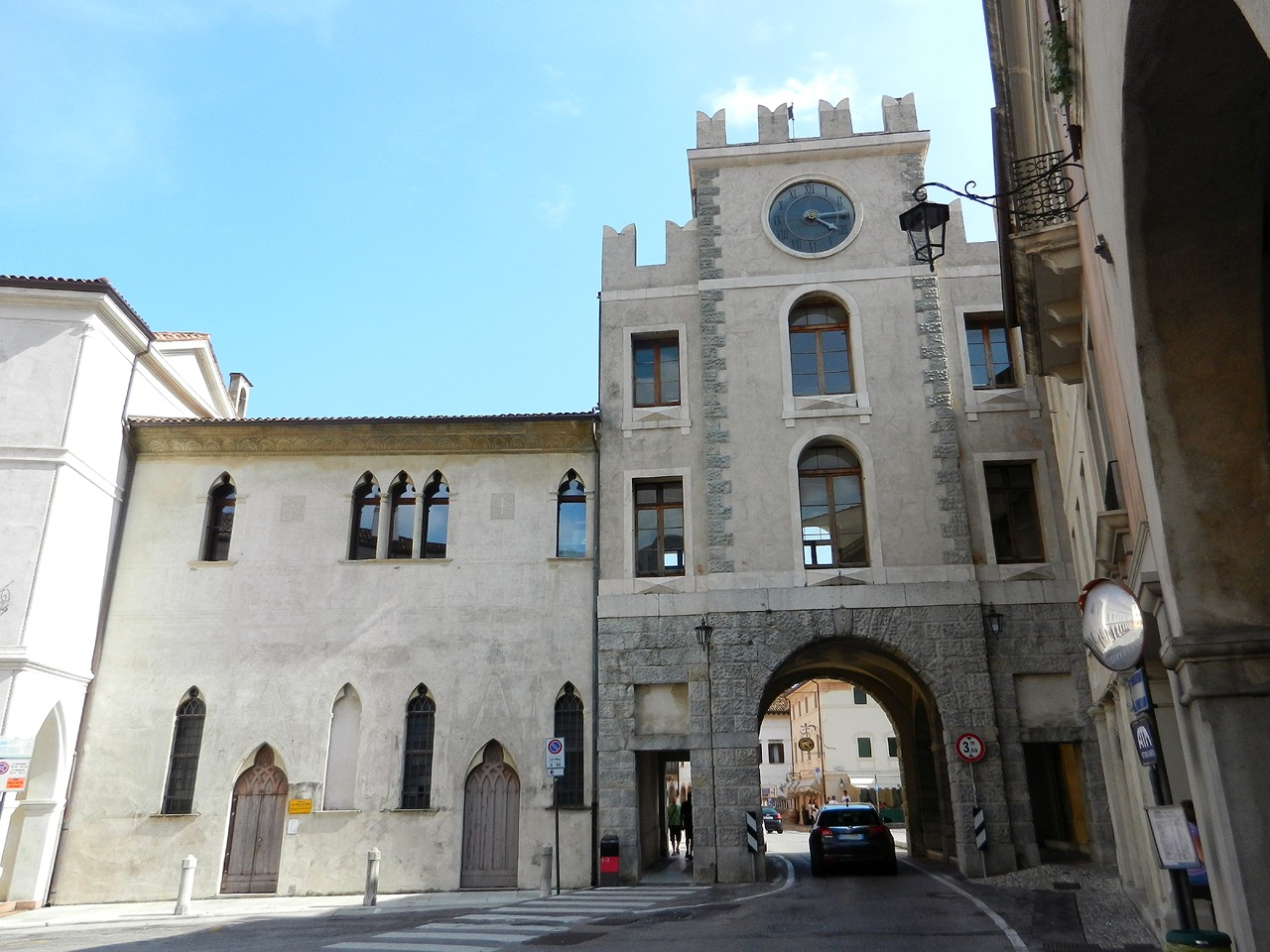
La Torre dell'Orologio a Serravalle

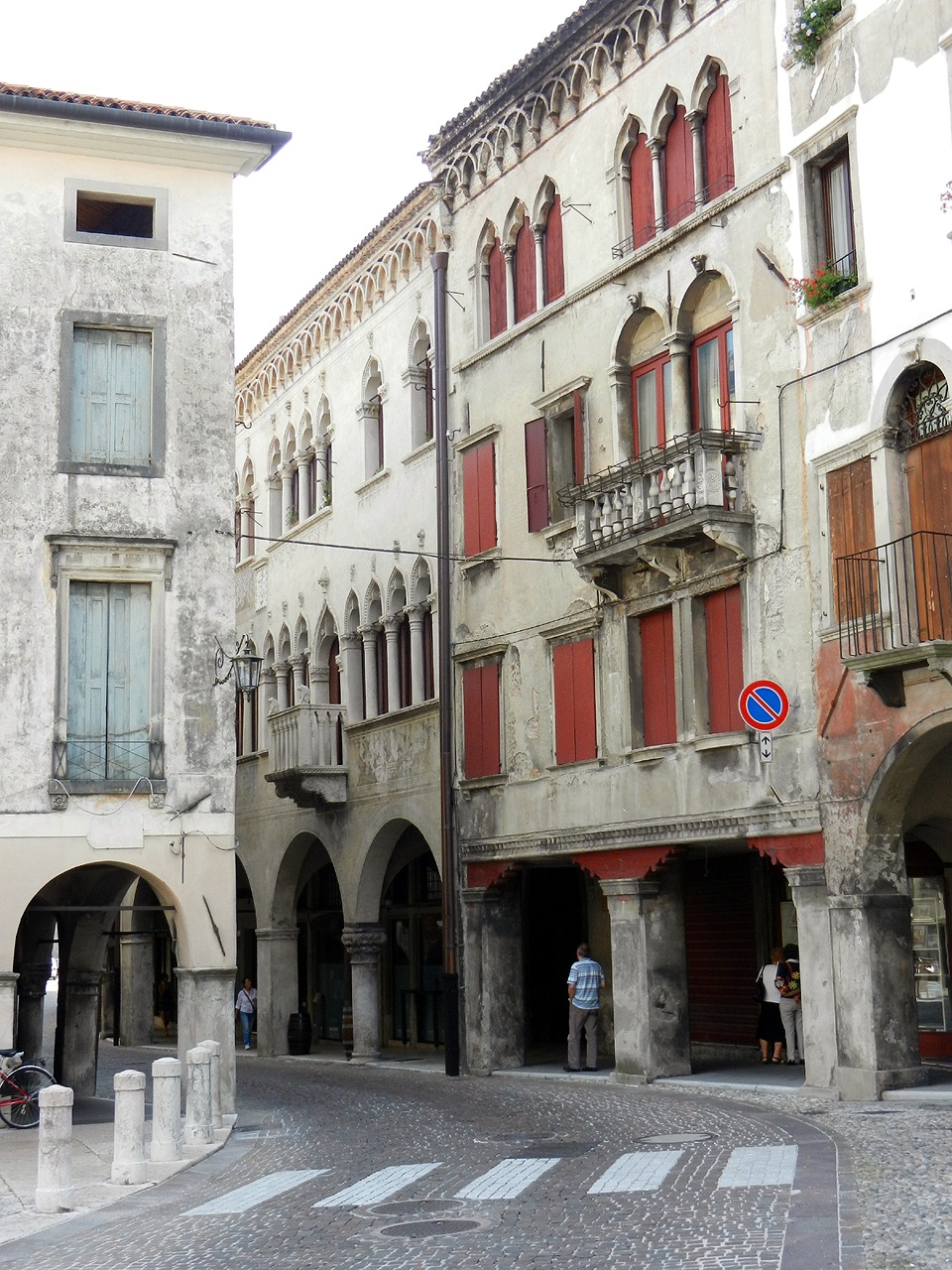
Palazzi a Serravalle

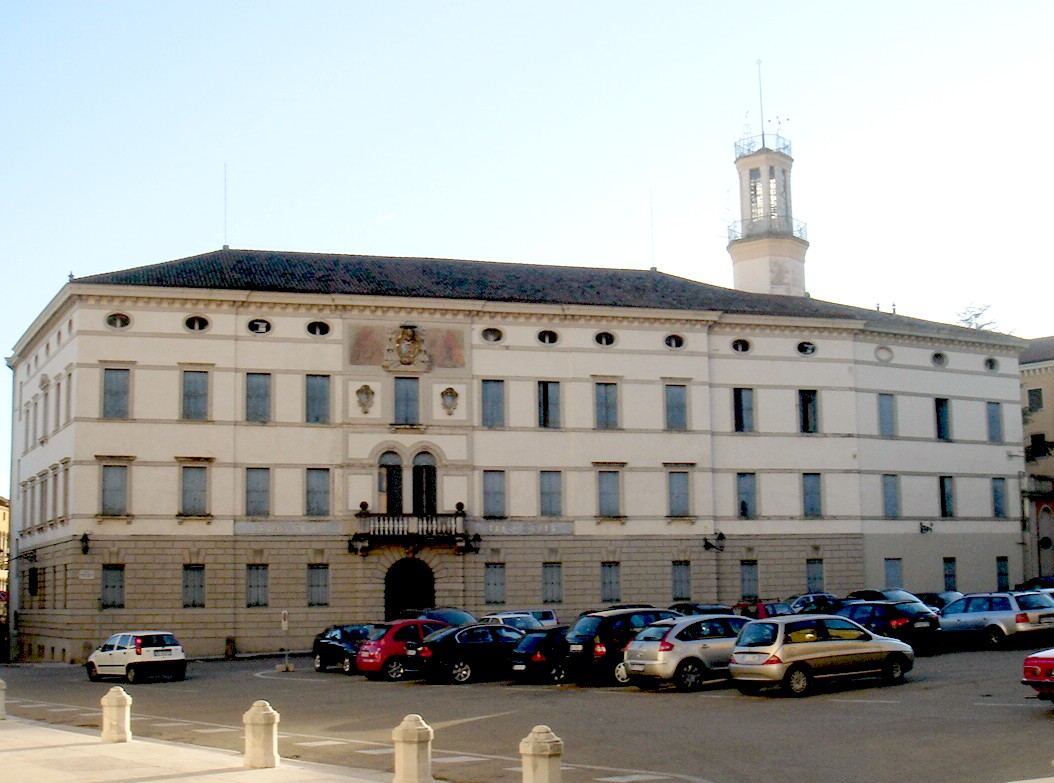
Il Seminario di Ceneda

Sorta attorno a un fortilizio di probabili origini romane, fu un centro di secondaria importanza finché, sul finire dell'XI secolo, divenne feudo dei Da Camino.
Cominciò per Serravalle un periodo di costante sviluppo economico e urbanistico che fu continuato anche quando passò a Venezia, divenendo sede di una podesteria.

### Simboli
Lo stemma, riconosciuto con decreto ministeriale del 25 gennaio 1872, ha la seguente blasonatura:
(Comune di Vittorio Veneto, Statuto, art. 3)
L'arma comunale risulta essere la sovrapposizione di quelli di Ceneda e Serravalle, entrambi crociati d'argento ma con fondo rispettivamente rosso e blu.

Stemma di Ceneda
Stemma di Serravalle
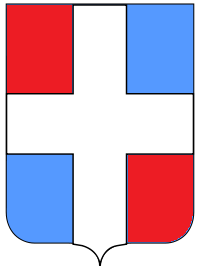
Stemma della Città di Vittorio Veneto

Il comune si fregia anche del motto Victoria nobis vita – chiaro riferimento agli eventi della grande guerra –; il gonfalone è un drappo partito di rosso e di azzurro; la bandiera è un drappo inquartato di rosso e di azzurro, caricato della croce d'argento attraversante. Motto, gonfalone e bandiera sono stati concessi con D.P.R. del 19 agosto 2016.

### Onorificenze
Vittorio Veneto è tra le città decorate al valor militare per la guerra di liberazione:

## Monumenti e luoghi d'interesse

### Cattedrale di Vittorio Veneto - Ceneda

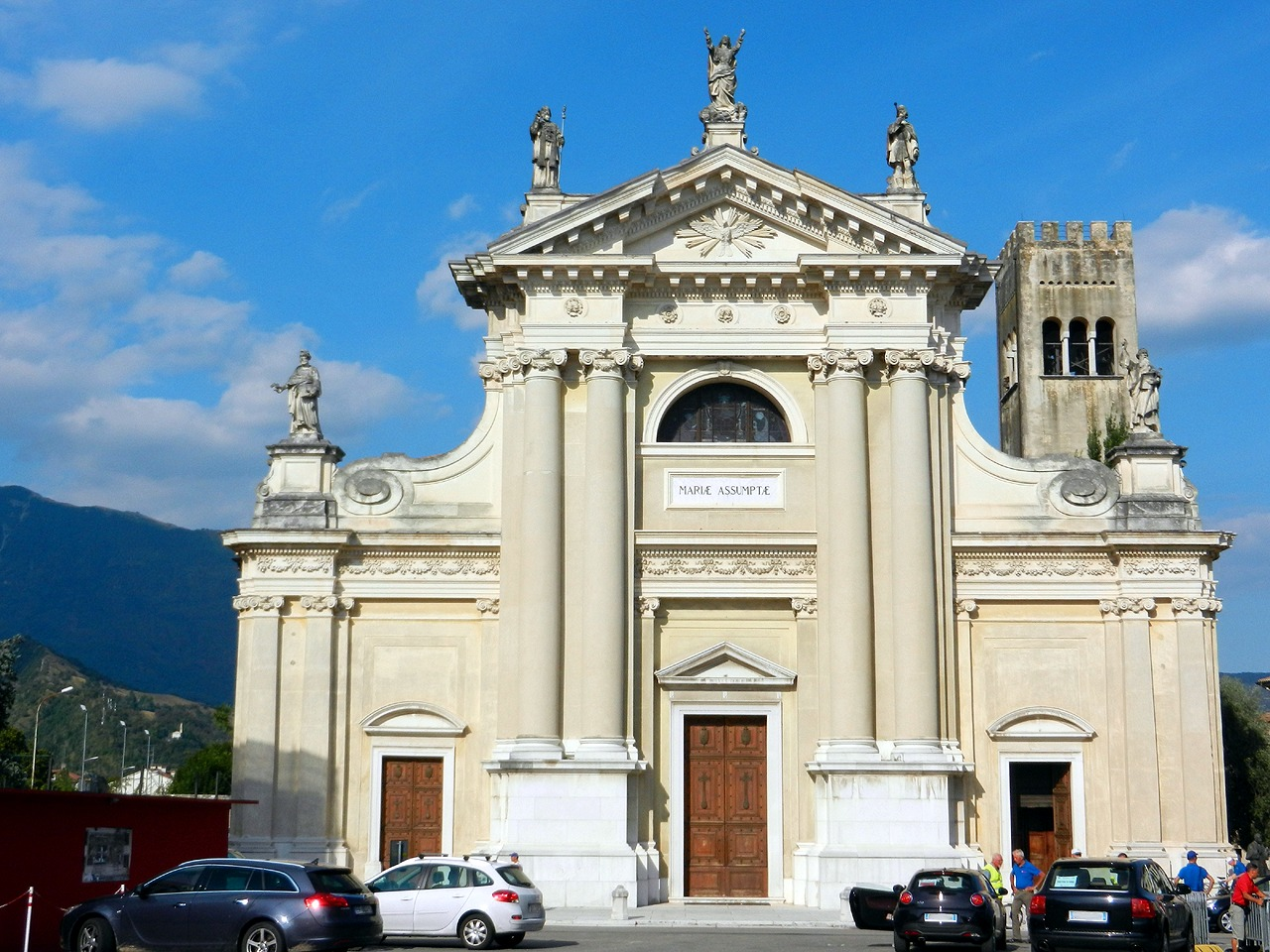
La Cattedrale di santa Maria Assunta

La cattedrale di Santa Maria Assunta e di San Tiziano Vescovo, principale edificio di culto della diocesi di Vittorio Veneto, ha origini antichissime. Probabilmente, sul luogo esisteva una chiesetta già prima dell'arrivo del corpo di san Tiziano di Oderzo (VII-VIII secolo), fatto che sancì il trasferimento della diocesi da Oderzo e l'erezione della cattedrale. Distrutta dai Trevigiani nel 1199 mentre vi trafugavano le spoglie del patrono, fu ricostruita in stile romanico. L'edificio mantenne questo aspetto sino a metà Settecento, quando fu riedificata in stile neoclassico su progetto di Ottavio Scotti: sostanzialmente completata nel 1773, fu consacrata il 26 settembre 1824, ma venne definitivamente ultimata solo negli anni cinquanta del Novecento. All'interno sono conservati preziosi dipinti che vanno dal XVI al XVII secolo (tra cui una Storia di san Tiziano di Pomponio Amalteo). Nella cripta sono conservate le spoglie di san Tiziano, patrono della città e della diocesi. L'organo fu costruito dalla ditta Ruffatti di Padova nel 1949.
Il campanile è una delle poche parti rimaste dell'antica chiesa (fu innalzato attorno al 1261): di aspetto romanico e più volte restaurato, in origine era una torre di difesa.
Presso il borgo di Salsa, degne di menzione la parrocchiale del XIX secolo di San Michele Arcangelo, opera di Lorenzo Armellin su disegno di Francesco Lazzari e al cui interno sono esposte opere di Giovanni De Min, Pietro Pajetta, Roberto Griguolo e Antonio Dal Favero, e appena all'interno rispetto alla piazza l'antica chiesetta affrescata di San Michele risalente al VII secolo, oggi sconsacrata, dove sono stati rinvenuti frammenti di arredo liturgico e sepolture di epoca longobarda.
Nota è la posizione marginale che ricopre tale parrocchia, essendo inferiore alla controparte Serravallese sia per monumenti che per attività commerciali e di svago, conseguenza diretta delle origini proletarie e meno istruite dei "zenedesi".

### Duomo di Santa Maria Nova - Serravalle

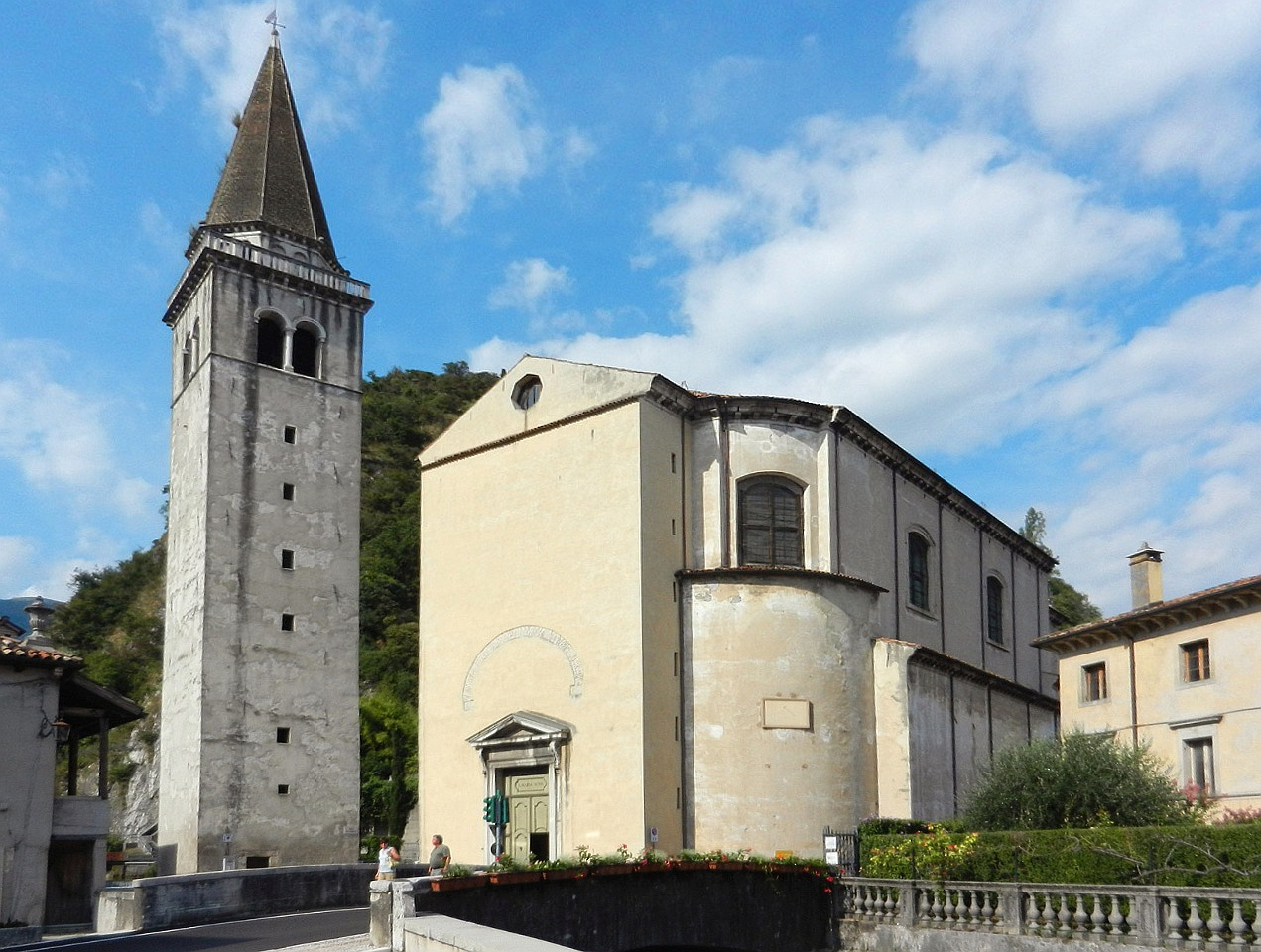
Il Duomo di Serravalle

Fu innalzato all'inizio del XIV secolo e poi ricostruito nel 1776. La pala dell'altare maggiore, Madonna con Bambino in gloria e santi Andrea e Pietro, è di Tiziano Vecellio.

### Centro storico di Serravalle
A nord del centro città si trova il centro storico di Serravalle, formato da piazze e viuzze con ai lati stupendi palazzi cinquecenteschi, dimore degli abitanti prima della fusione tra Serravalle e Ceneda.

### Monumento alla Vittoria
Il Monumento ai caduti di Augusto Murer, opera realizzata dallo scultore nel 1968, è collocata in piazza del Popolo, davanti al palazzo municipale.

### Castello di San Martino
Sito in Ceneda quartiere di Vittorio Veneto (provincia di Treviso) e ne rappresenta la porzione meridionale. 

### Aree naturali

#### Pino monumentale
In località Costa sorge un grande Pinus pinea, la cui circonferenza è di 3,1 metri, per un'altezza di 20; è classificato nella lista dei circa 22 000 alberi monumentali italiani tutelati dalla guardia forestale e uno dei 16 dislocati in provincia di Treviso.

## Società

### Evoluzione demografica
Abitanti censiti

### Etnie e minoranze straniere
Al 31 dicembre 2023 gli stranieri residenti nel comune erano 2 580, ovvero il 9,2% della popolazione. Di seguito sono riportati i gruppi più consistenti:
1. Macedonia del Nord 379
2. Ucraina 366
3. Romania 348
4. Marocco 268
5. Albania 174
6. Senegal 93
7. Sri Lanka 84
8. Cina 77
9. Pakistan 54
10. Moldavia 49

## Cultura

### Istruzione
Scuole

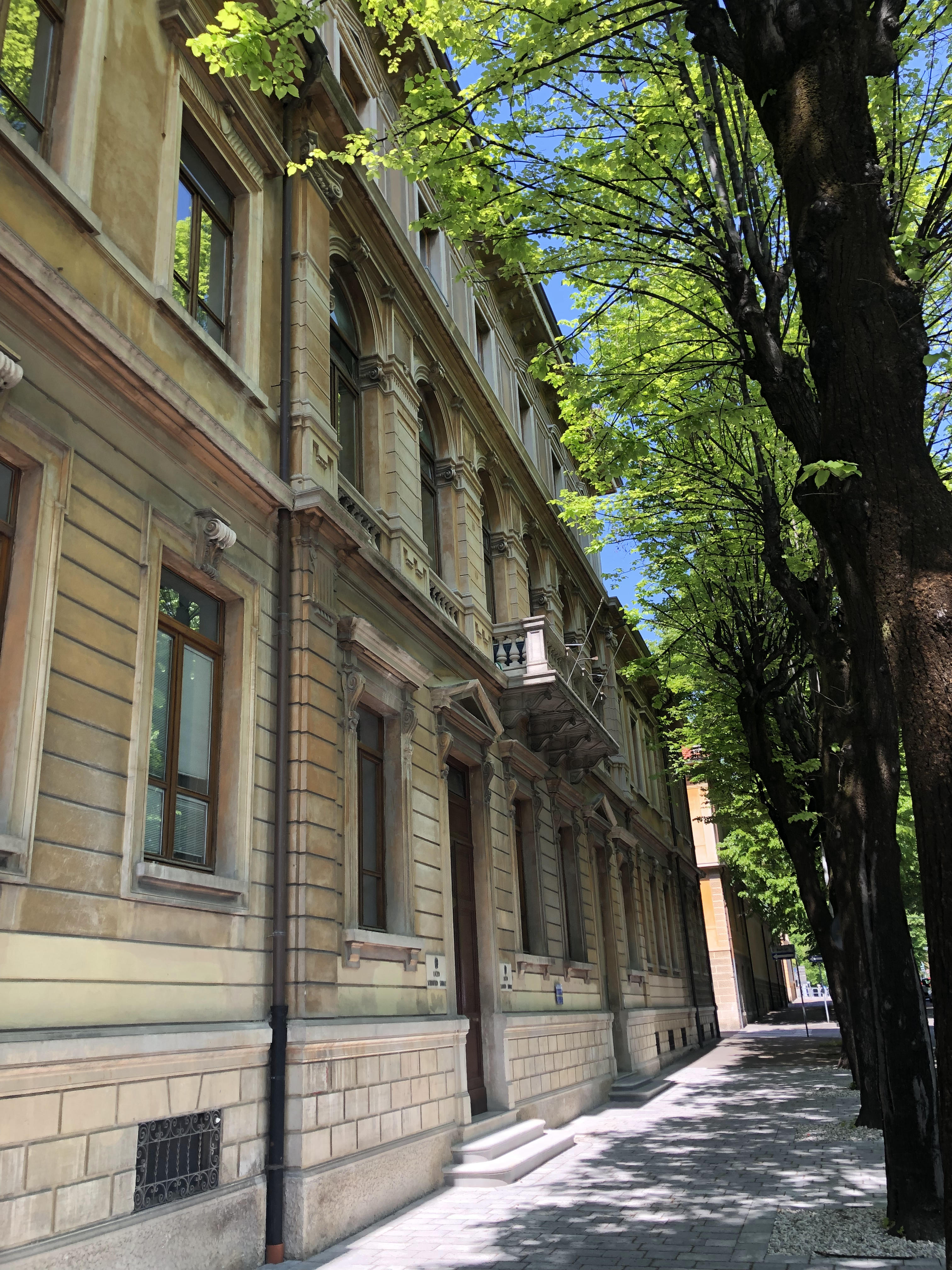
Liceo Flaminio - ingresso della sede centrale di via Dante

Le scuola pubbliche cittadine sono suddivise, su base territoriale, in due istituti comprensivi: l'istituto Vittorio Veneto 1 "Lorenzo Da Ponte" e l'istituto Vittorio Veneto 2 "Andrea Zanzotto". Complessivamente, in città sono presenti 7 scuole dell'infanzia pubbliche, 9 scuole primarie pubbliche e 2 scuole secondarie pubbliche. Numericamente rilevante è anche la presenza di scuole paritarie, di vario ordine. Dagli anni '70, fra i primi in provincia, nel quartiere di Ceneda è attivo l'asilo nido comunale.

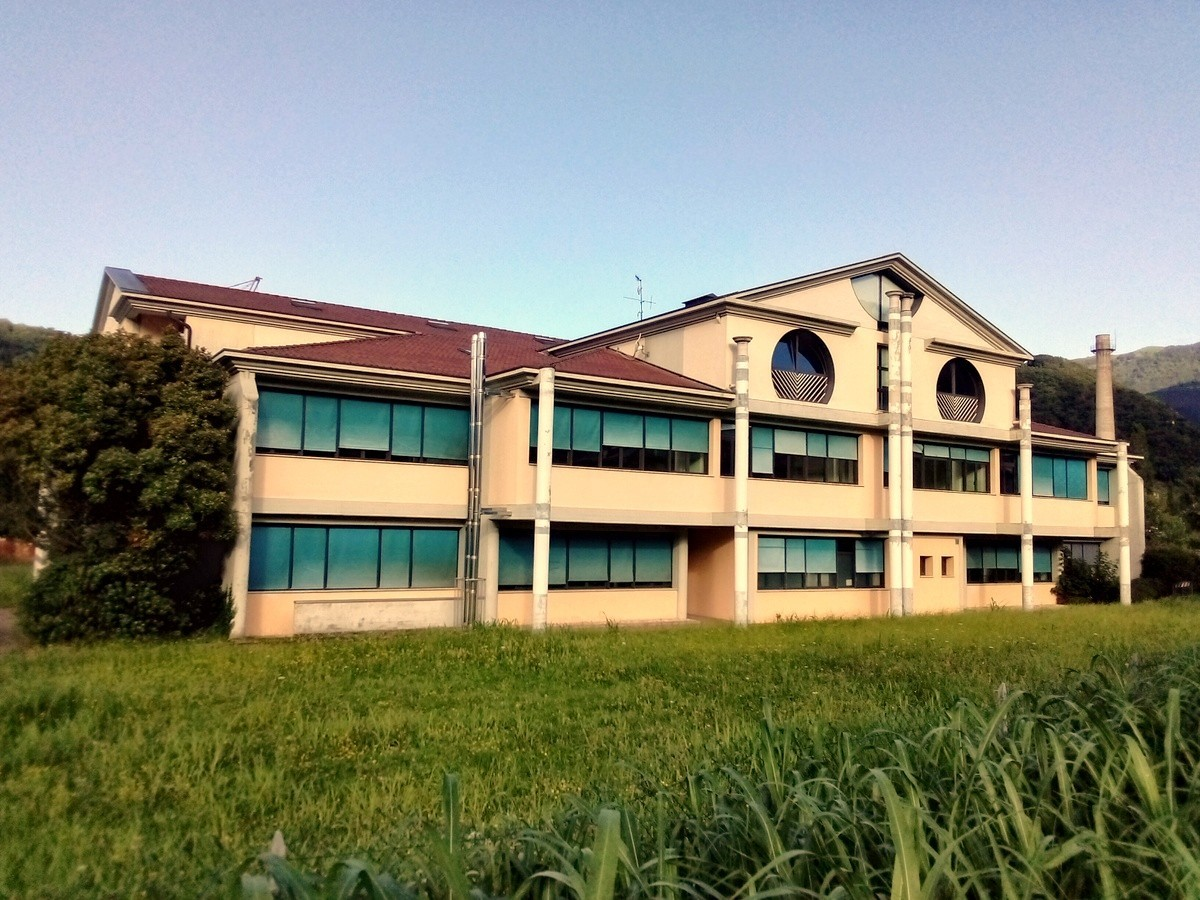
Liceo Flaminio -sede staccata di via Talin

In città sono presenti anche numerose scuole superiori, la maggior parte delle quali inserite nel contesto del campus scolastico, nel centro cittadino. Nello specifico, gli istituti superiori a Vittorio Veneto sono:
- Liceo "Marcantonio Flaminio", articolato in vari indirizzi: liceo classico; liceo scientifico; liceo scientifico opzione scienze applicate; liceo delle scienze umane.[25]
- Liceo Artistico ''Bruno Munari'', articolato in vari indirizzi: arti figurative; architettura e ambiente; design della moda; design del gioiello; design industriale; grafica; audiovisivo multimediale.[26]
- Istituto Professionale Statale per i Servizi Alberghieri e la Ristorazione ''Alfredo Beltrame'', articolato in vari indirizzi: accoglienza turistica; servizi di sala e vendita; settore cucina; opzione prodotti dolciari artigianali e industriali.[27]
- Istituto d'Istruzione Superiore ''Città della Vittoria'', nato nel 2007 incorporando al suo interno l'Istituto Professionale per l’Industria e l’Artigianato, l'Istituto Tecnico Economico e l'Istituto Tecnico Tecnologico.[28]

In città, nel centro storico di Serravalle, è presente anche il Dante International College, con gli indirizzi di liceo scientifico sportivo e di liceo scientifico digital business creativity.

### Musei

#### Museo di geologia di Nove
Vi sono raccolti circa 1.500 reperti donati da Egidio Visentini, il tutto corredato da pannelli illustrativi, con particolare riferimento alla storia geologica locale e delle Dolomiti.
Il museo, gestito dalla pro loco Nove-San Floriano, si trova presso la sede di quest'ultima, a Nove. La visita è gratuita previa prenotazione.

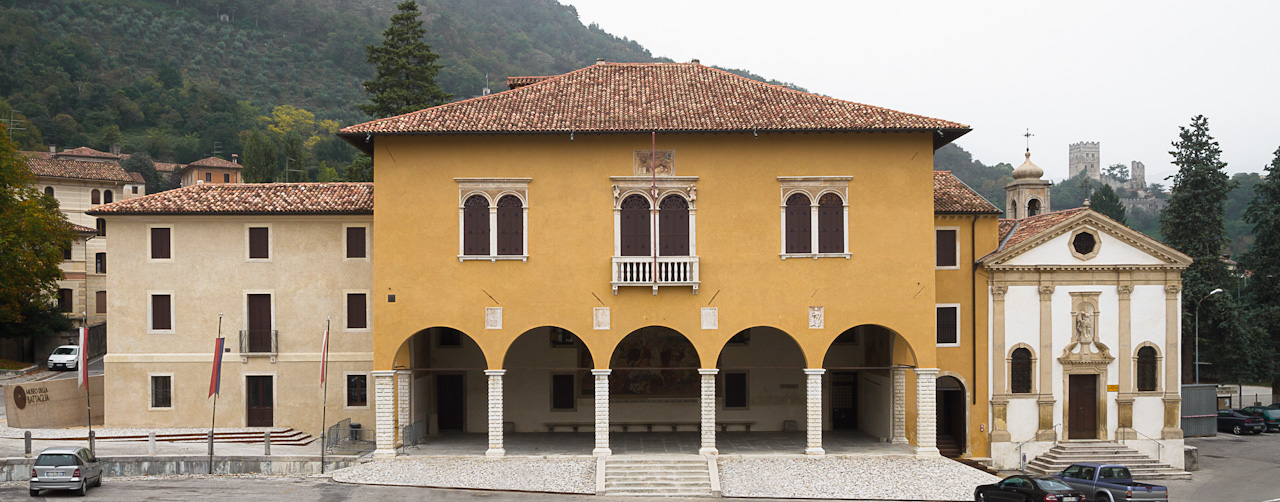
La Loggia, sede del Museo della Battaglia

#### Museo della battaglia
Il museo, dotato delle più moderne tecnologie, si articola in diverse sezioni: "La Trincea", "L'armeria", "L'occupazione", "Dalla Battaglia al Mito", "Memoriale dei Cavalieri di Vittorio Veneto", distribuite sui tre piani dell'edificio; permette di scoprire le diverse testimonianze della "Grande Guerra", che proprio a Vittorio Veneto si concluse, almeno per l'Italia.

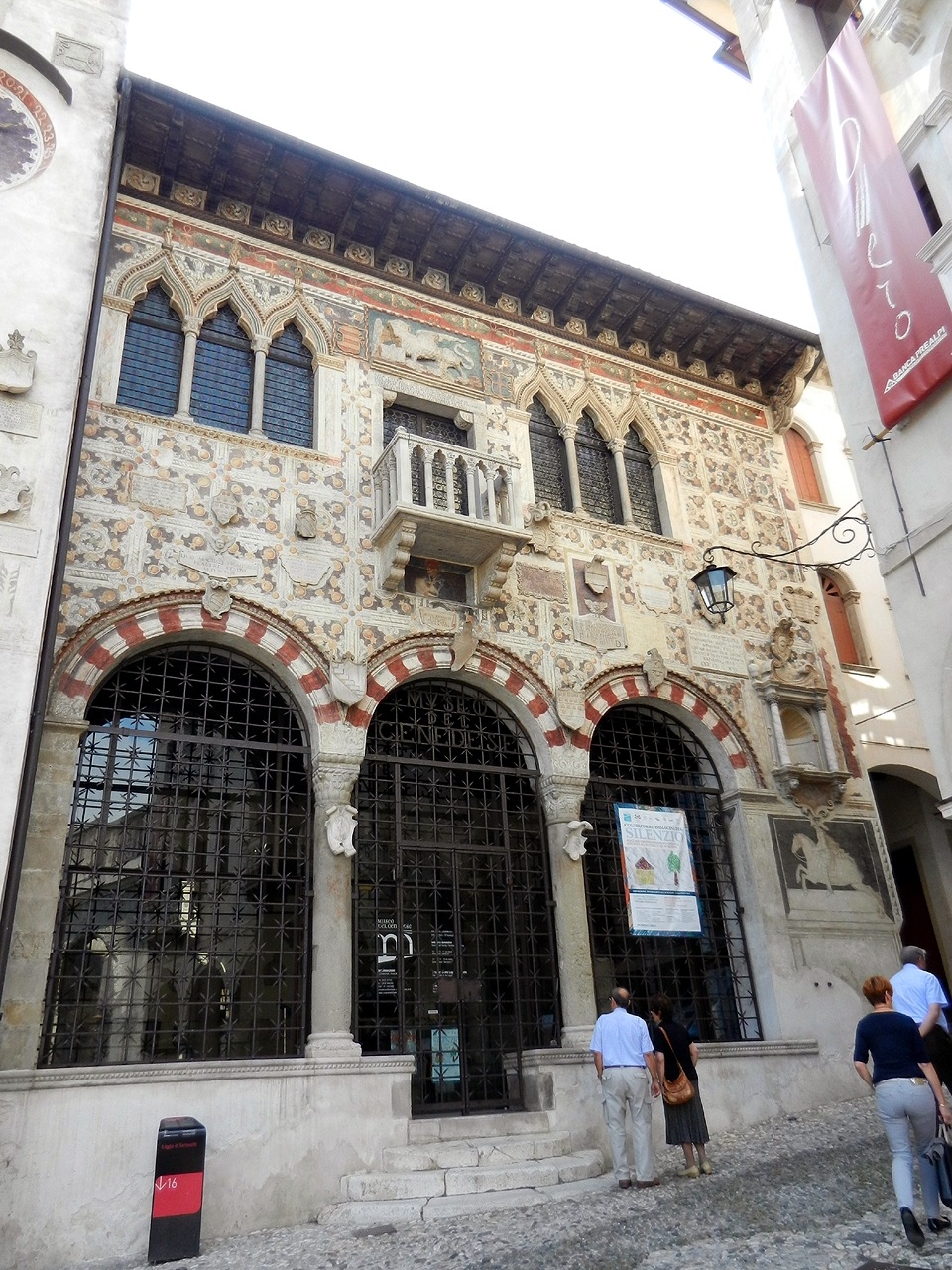
La Loggia di Serravalle, sede del Museo del Cenedese

#### Museo del Cenedese
Ospitato in quella che fu l'antica Loggia della Comunità di Serravalle raccoglie nelle diverse sezioni le memorie archeologiche, storiche ed artistiche dell'antico territorio Cenedese. Tra le opere più importanti spiccano lo splendido rilievo in cartapesta della Madonna con il Bambino di Jacopo Sansovino, i dipinti di Pietro Paietta.

#### Oratorio dei Santi Lorenzo e Marco della confraternita dei Battuti di Serravalle
Riconosciuto nel 2015 dal Touring Club Italiano come uno dei gioielli nascosti d'Italia. L'interno dell'oratorio è decorato da un ciclo di affreschi, realizzati nel corso della prima metà circa del XV secolo da diversi artisti, riferibili alla cosiddetta "pittura gotico devozionale".

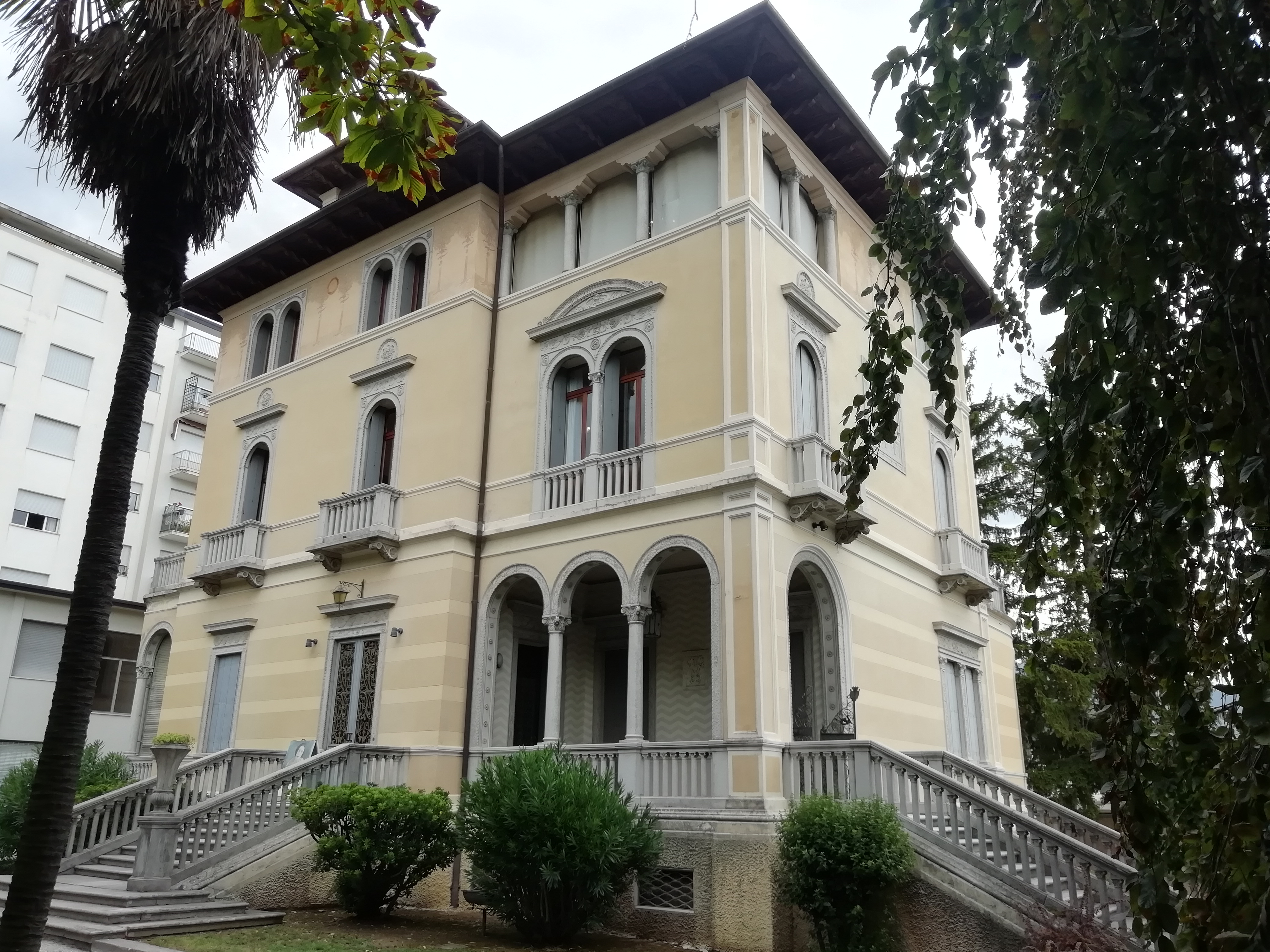
Galleria civica d'arte medievale moderna e contemporanea di Vittorio Veneto

#### Galleria civica di arte medievale, moderna e contemporanea Vittorio Emanuele II
La Galleria civica Vittorio Emanuele II ha sede presso Villa Croze, elegante villa nel centro della città lungo viale della Vittoria. Raccoglie la collezione personale di Giovanni Paludetti (1912-2002), insegnante e preside in vari istituti che collaborò con diverse testate giornalistiche e pubblicò libri di poesie, saggi di storia e di arte. Al suo interno raccolte di disegni, stampa, dipinti, sculture e arredi. Presenti opere del Pajetta, Roma, De Pisis, Cillo, Tonello, Cadorin.

#### Museo del Baco da Seta
Ambientato in una ex Filanda in località San Giacomo di Veglia, documenta attraverso strumenti, attrezzature, pubblicazioni, filmati e foto d'epoca, una delle principali risorse economiche presenti a Vittorio Veneto dalla fine del XVIII secolo ai primi decenni del XX, l'allevamento e lavorazione del baco da seta.

#### Museo diocesano Albino Luciani
Situato all'interno degli edifici del seminario vescovile di Ceneda, in piazza Giovanni Paolo I, Custodisce una vasta collezione di opere provenienti da edifici sacri locali, tra cui dipinti di artisti rinomati come Tiziano, Cima da Conegliano, e Palma il Giovane.
Le esposizioni del museo sono suddivise in diverse sale tematiche, ospitando opere d'arte rinascimentale, barocca e moderna. Tra i pezzi più notevoli si includono il Trittico di Castel Roganzuolo, la Pala di San Silvestro e stampe storiche del XVIII secolo.

#### Museo diocesano di scienze naturali Antonio De Nardi
Si trova presso il centro di Vittorio Veneto, adiacente al palazzo del seminario vescovile. 
Il museo comprende diverse sale espositive dedicate alla Zoologia, con una ricca collezione ornitologica di uccelli imbalsamati provenienti da tutto il mondo, alla Botanica e micologia, esponendo esemplari di piante e funghi, alla Mineralogia e cristallografia, mostrando cristalli e minerali, alla Geologia, con rocce magmatiche, metamorfiche e sedimentarie del territorio e ai Fossili, ospitando esemplari di invertebrati e vertebrati, tra cui pesci fossili e l'orso delle caverne.

#### Palazzo Minucci poi De Carlo
L’edificio, per dimensioni e stile, emerge in modo quasi prepotente rispetto a quelli adiacenti, che costeggiano uniformemente la strada principale della città, imponendosi, per gerarchia e novità architettonica, nell’ambito urbano quasi a voler così rappresentare visivamente l’importanza della famiglia Minucci nel contesto storico di Serravalle, e non solo.

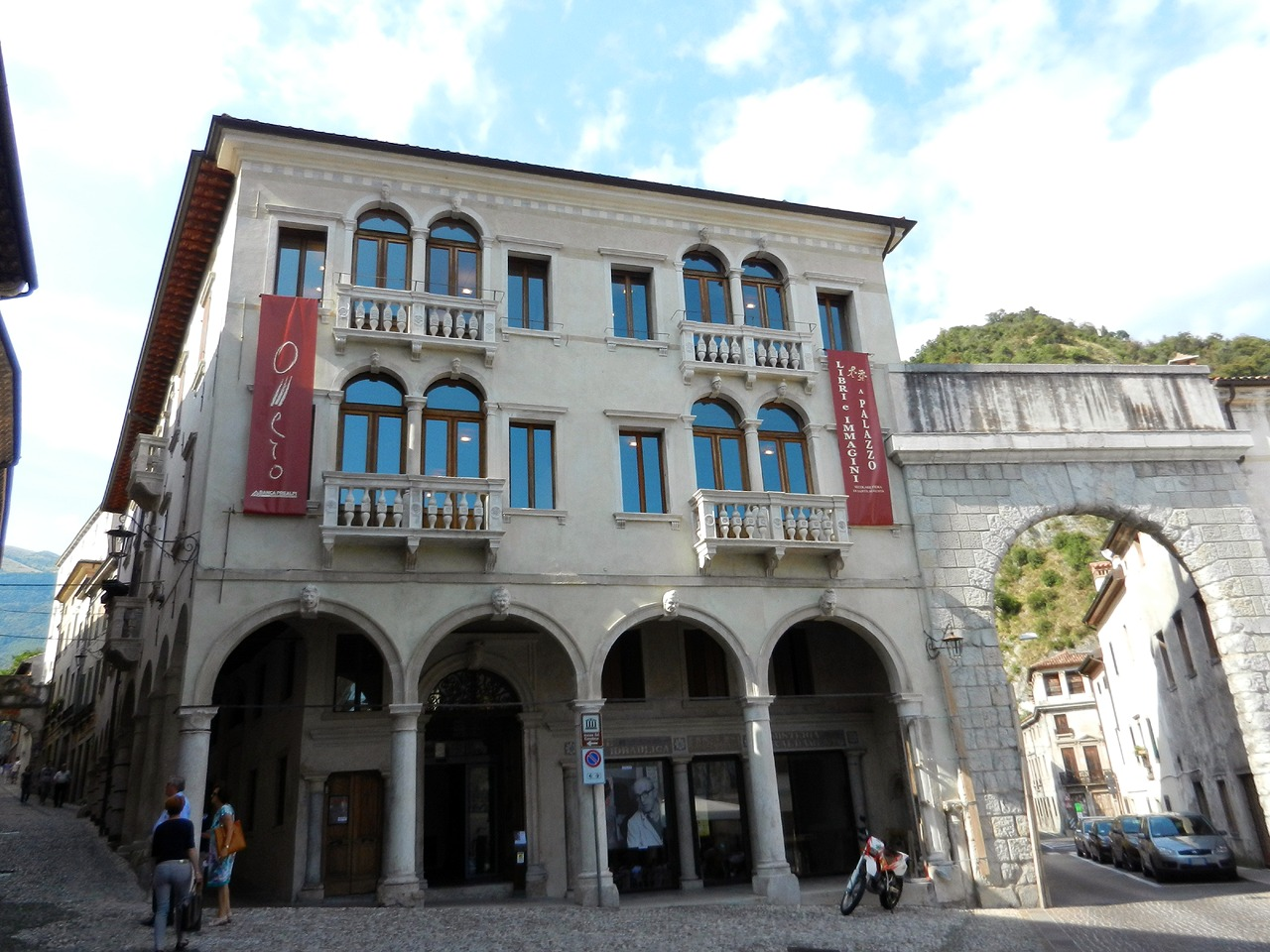
Palazzo Todesco

#### Palazzo Todesco
L'edificio di proprietà di Giuseppe Todesco venne lasciato in eredità nel 1961 al Comune di Vittorio Veneto ed è destinato a prestigiose mostre ed esposizioni artistiche, nonché di ogni altra iniziativa di valore culturale, sociale, turistico.

### Media
Radio Palazzo Carli è una radio comunitaria gestita da una Onlus. L’Associazione RPC non prosegue fine di lucro e si propone come un servizio di radiodiffusione sonora a carattere religioso, sociale ed educativo mediante trasmissione di programmi vari autoprodotti o acquisiti da terzi. Ben due sono gli studi distaccati: a Vittorio Veneto e a Conegliano. Inoltre è funzionante il collegamento con la Cattedrale di Vittorio Veneto, e quello con il circuito inBlu da Roma. La frequenze di ricezione per il Vittoriese è FM 103,90 MHz.

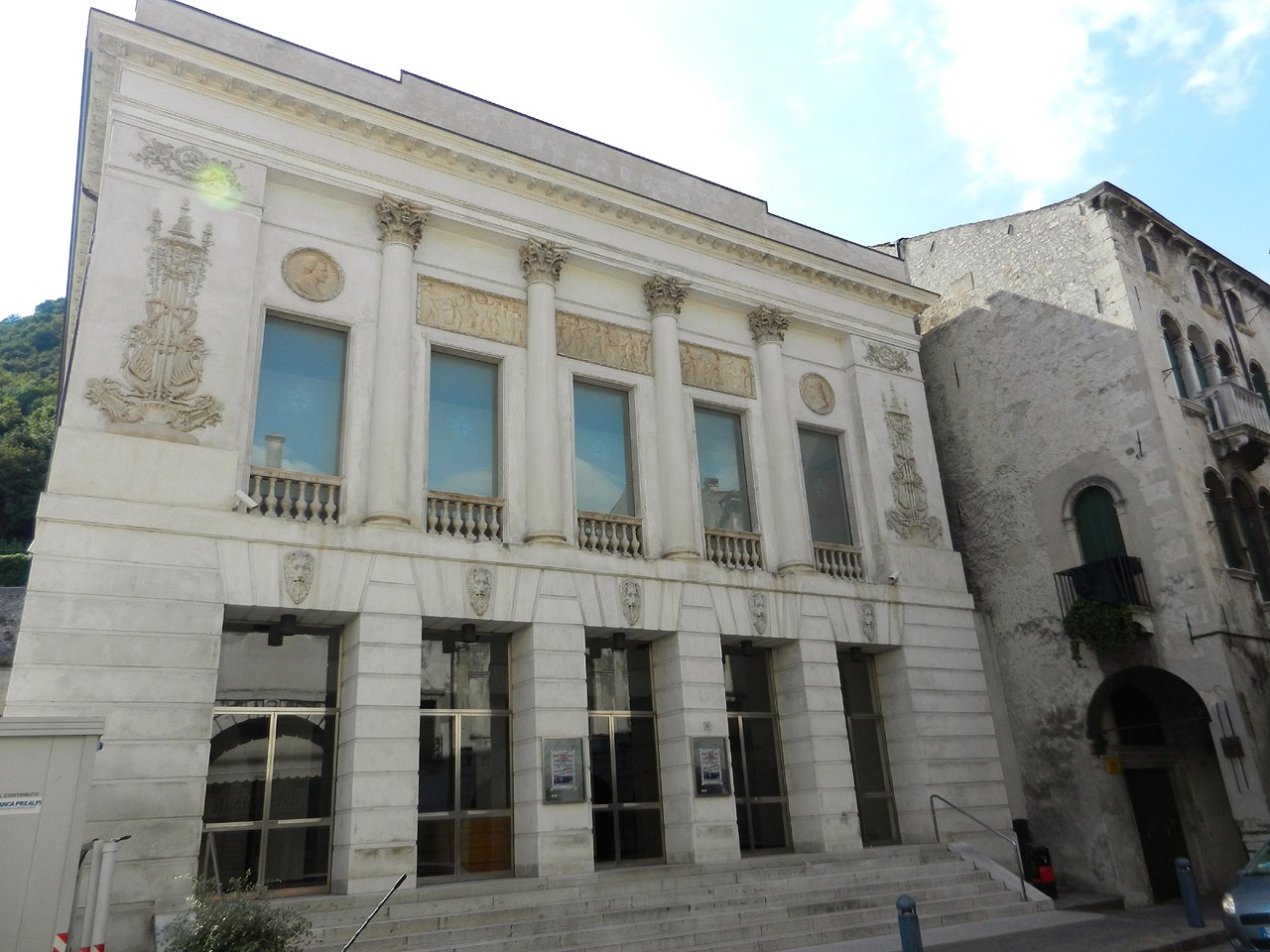
Il Teatro "L. Da Ponte"

### Teatro
A Vittorio Veneto ha sede la prestigiosa Accademia Teatrale Lorenzo Da Ponte, scuola d'arte drammatica che annovera tra i suoi allievi Irene Casagrande, protagonista di Intreatment e di 1992, Ludovico Girardello, protagonista del film di Gabriele Salvatores "Il ragazzo invisibile" e sua sorella Federica Girardello, presente tra le altre nella fiction "Il paradiso delle signore". L'Accademia Lorenzo Da Ponte ogni anno gestisce una rassegna estiva di teatro classico che attira pubblico da tutto il Nord Italia.
Nel centro storico di Serravalle si trova il Teatro ''Lorenzo Da Ponte'', costruito nel 1879 per volontà di un gruppo di notabili serravallesi e ora di proprietà di Fondazione Cassamarca. Completamente ristrutturato nel 2002, si presenta al pubblico con una platea di 394 posti e un ridotto di 54 posti.

### Musica
Ogni anno a Vittorio Veneto si svolge il Concorso Nazionale Corale Trofei Città di Vittorio Veneto, che vede confrontarsi i migliori cori provenienti da tutta Italia. Da alcuni anni, il Concorso è stato affiancato dalla Rassegna nazionale di cori scolastici "Roberto Goitre" e dal Festival nazionale di cori giovanili e di scuole superiori. Sempre annualmente viene indetto all'interno del concorso il Gran Premio dedicato al celebre compositore ed elaboratore vittoriese Efrem Casagrande.
La città è inoltre sede del concorso nazionale biennale di violino e delle Rassegne Nazionali D'Archi “Mario Benvenuti”, che rappresentano un punto di riferimento nel panorama dei concorsi italiani rivolti ai più giovani violinisti, violisti, violoncellisti e contrabbassisti. Proprio a Vittorio Veneto si è tenuto un concerto alla memoria di Alberto Gentili.

### Cinema
Nel 1996 a Vittorio Veneto sono state girate alcune scene del film Amare per sempre di Richard Attenborough, con Sandra Bullock e Chris O'Donnell.
Nel 2000 sono state girate alcune riprese del film Vajont di Renzo Martinelli. Il set per le scene riguardanti la città di Longarone è stato allestito in Piazza Giovanni Paolo I a Ceneda, la quale per la sua struttura era molto simile alla piazza principale di Longarone, prima del disastro del Vajont.
Dal 2010 vi si tiene il Vittorio Veneto Film Festival, festival internazionale di cinema per ragazzi, organizzato dall'Associazione 400 Colpi e diretto da Elisa Marchesini. La decima edizione del festival ha avuto luogo tra il 16 novembre e il 12 dicembre 2020.

## Geografia antropica

### Frazioni e suddivisione amministrativa
Secondo quanto emerge dallo statuto, il comune non riconosce al suo interno alcuna frazione, tuttavia sono presenti numerosi centri abitati ancora ben distinti dai due sobborghi che formano il capoluogo. D'altra parte, l'autonomia locale è garantita dall'esistenza di sette quartieri: di seguito sono riportate le circoscrizioni con i principali abitati che ne fanno parte.
- 1 - Val Lapisina: Fadalto, Nove, San Floriano, Savassa, Forcal, Longhere, Maren, Fais.
- 2 - Serravalle-Sant'Andrea: San Lorenzo, Serravalle, Sant'Andrea
- 3 - Centro: Centro[39], Salsa
- 4 - Costa-Meschio: Costa, Meschio
- 5 - Ceneda: Ceneda Alta e Ceneda Bassa (Santi Pietro e Paolo)
- 6 - San Giacomo: San Giacomo di Veglia
- 7 - Val dei Fiori: Carpesica, Cozzuolo, Formeniga, Manzana

È presente il nucleo abitativo disabitato di Borgo Brigola.

## Economia

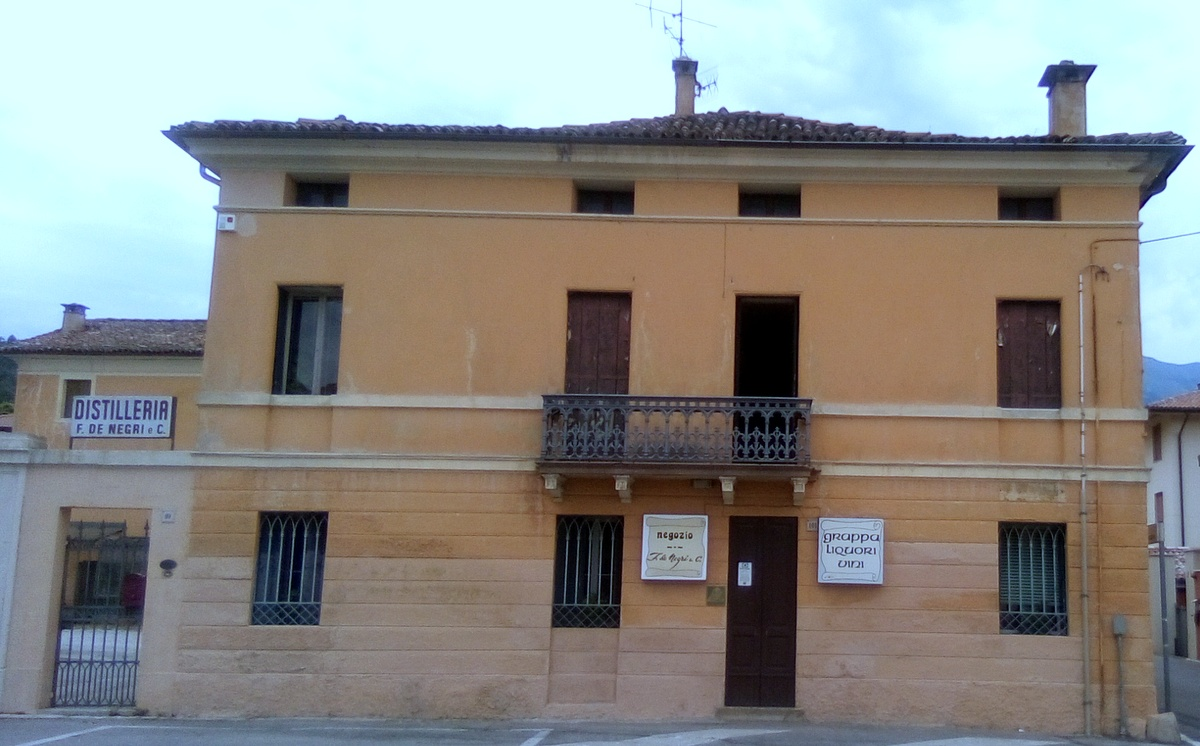
distilleria De Negri

Le antiche fabbriche manifatturiere, di acciaio e del tessile, che da sempre l’hanno caratterizzata e che seguivano per la maggior parte il vivace corso del fiume Meschio, oggi sono state sostituite da altre e più numerose, legate alle diverse produzioni richieste da un’economia globale. Le principali attività sono collocate nella zona industriale di San Giacomo, uno dei maggiori poli industriali regionali, non solo per la molteplicità delle produzioni, ma anche per l'importanza e la qualità consolidata di imprese note a livello nazionale e internazionale.
Oggi Vittorio Veneto si presenta come un importante centro agricolo, artigianale e industriale: notevole la presenza di vigneti e da segnalare lo stabilimento produttivo del gruppo Permasteelisa, dal 2006 Iveco Defence Vehicles che ha incorporato lo stabilimento “SICCA”, creando un centro altamente specializzato per lo sviluppo di prototipi e sistemi di protezione e anche della distilleria De Negri.

## Amministrazione

Gonfalone comunale

### Sindaci dal 1946
| Nominativo                                           | Nominativo                                        | Partito / Coalizione                              | Periodo                                           | Elezione                                          |
| Sindaci eletti dal Consiglio comunale (1946-1995)    | Sindaci eletti dal Consiglio comunale (1946-1995) | Sindaci eletti dal Consiglio comunale (1946-1995) | Sindaci eletti dal Consiglio comunale (1946-1995) | Sindaci eletti dal Consiglio comunale (1946-1995) |
| ---------------------------------------------------- | ------------------------------------------------- | ------------------------------------------------- | ------------------------------------------------- | ------------------------------------------------- |
|                                                      | Giovanni Poldemengo                               | Partito Comunista Italiano                        | 1946-1951                                         | 1946                                              |
|                                                      | Vittorio Della Porta                              | Democrazia Cristiana                              | 1951-1956                                         | 1951                                              |
|                                                      | Ferruccio Faggin                                  | Partito Socialista Italiano                       | 1956-1960                                         | 1956                                              |
|                                                      | Enrico Talin                                      | Democrazia Cristiana                              | 1960-1961                                         | 1960                                              |
|                                                      | Mario Ulliana                                     | Democrazia Cristiana                              | 1961-1965                                         | (1960)                                            |
|                                                      | Aldo Toffoli                                      | Democrazia Cristiana                              | 1965-1975                                         | 1964                                              |
| 1970                                                 | Aldo Toffoli                                      | Democrazia Cristiana                              | 1965-1975                                         |                                                   |
|                                                      | Giorgio Pizzol                                    | Partito Comunista Italiano                        | 1975-1982                                         | 1975                                              |
| 1980                                                 | Giorgio Pizzol                                    | Partito Comunista Italiano                        | 1975-1982                                         |                                                   |
|                                                      | Franco Concas                                     | Partito Socialista Italiano                       | 1982-1988                                         | (1980)                                            |
| 1985                                                 | Franco Concas                                     | Partito Socialista Italiano                       | 1982-1988                                         |                                                   |
|                                                      | Mario Botteon                                     | Democrazia Cristiana                              | 1988-1995                                         | (1985)                                            |
| 1990                                                 | Mario Botteon                                     | Democrazia Cristiana                              | 1988-1995                                         |                                                   |
| Sindaci eletti direttamente dai cittadini (dal 1995) |                                                   |                                                   |                                                   |                                                   |
|                                                      | Antonio Della Libera                              | Centro-sinistra                                   | 1995-1999                                         | 1995                                              |
|                                                      | Giancarlo Scottà                                  | Lega Nord - LV                                    | 1999-2009                                         | 1999                                              |
| 2004                                                 | Giancarlo Scottà                                  | Lega Nord - LV                                    | 1999-2009                                         |                                                   |
|                                                      | Gianantonio Da Re                                 | Lega Nord - LV                                    | 2009-2014                                         | 2009                                              |
|                                                      | Roberto Tonon                                     | Centro-sinistra                                   | 2014-2019                                         | 2014                                              |
|                                                      | Antonio Miatto                                    | Centro-destra                                     | 2019-2024                                         | 2019                                              |
|                                                      | Mirella Balliana                                  | Centro-sinistra                                   | 2024-in carica                                    | 2024                                              |

### Gemellaggi
- São Caetano do Sul, dal 1984
- Finale Ligure, dal 1998
- Criciúma, dal 2000

### Altre informazioni amministrative
La denominazione del comune fino al 1923 era Vittorio.

## Infrastrutture e trasporti

### Strade

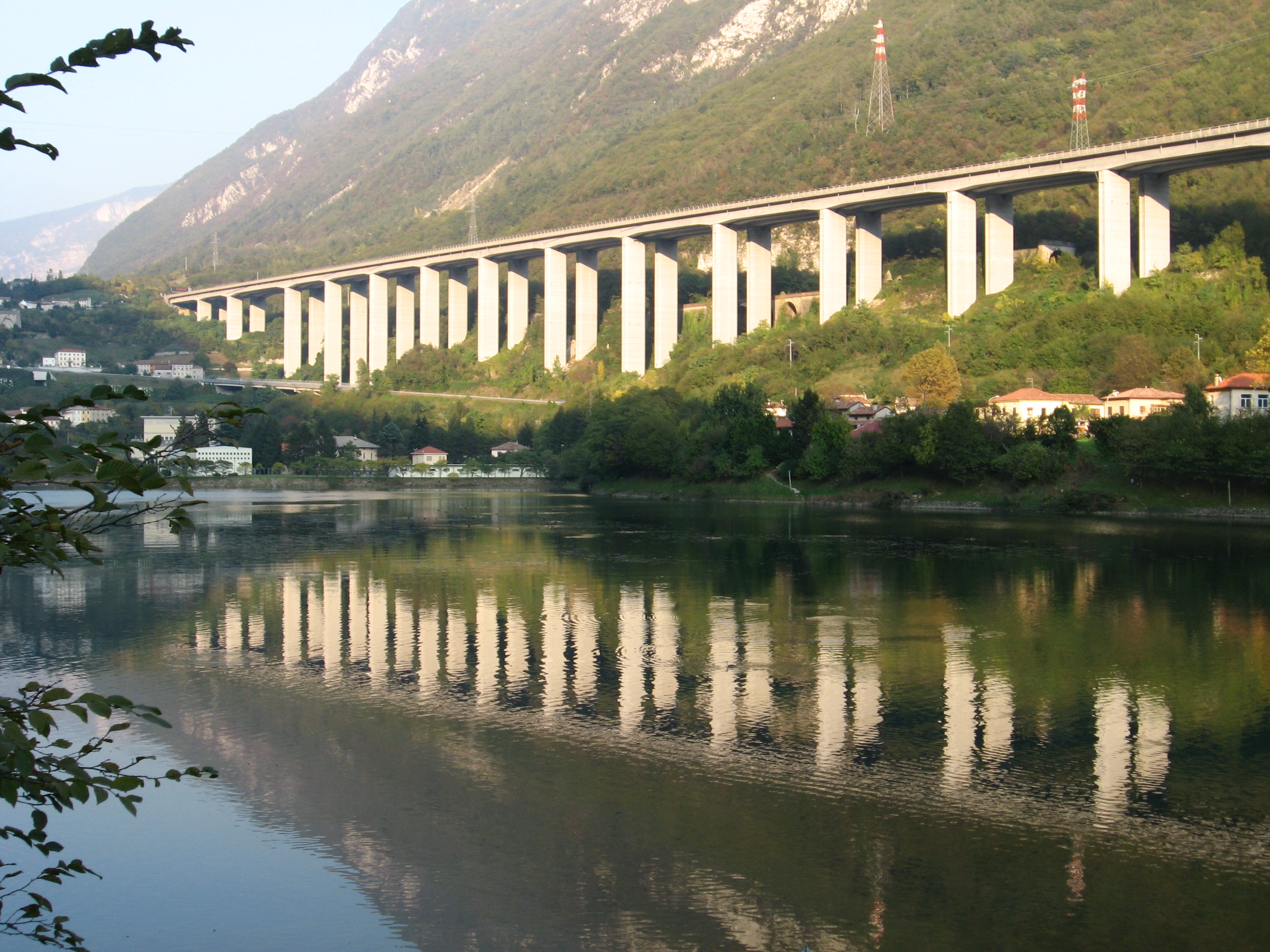
Il viadotto dell'autostrada A27 a nord di Vittorio Veneto

#### Autostrade
- Vittorio Veneto è attraversata dall'autostrada A27 Venezia-Belluno.

Dispone di tre caselli autostradali:
- Vittorio Veneto Sud
- Vittorio Veneto Nord
- Fadalto - Lago di Santa Croce

#### Strade statali
- Strada Statale 51 di Alemagna

### Tangenziale Est (variante SS51)
Nel 2021 è stato aperto al traffico un traforo che collega la località "La Sega", vicina al casello ''Vittorio Veneto Nord'', con la località "Sant'Andrea", quartiere residenziale vicino al centro città. Quest'opera permette di rendere il traffico del centro storico di Serravalle più fluido e privo di mezzi pesanti che avevano difficoltà a passare tra i palazzi storici, intasando il traffico cittadino.

### Autobus
Vittorio Veneto dispone di una rete di autobus urbani, costituita da 6 linee, che copre l'intero comune e le zone limitrofe.
Sono inoltre presenti linee di navette scolastiche, che collegano il centro città con il campus scolastico.
Nel quartiere del centro è ubicata la stazione degli autobus extraurbani, punto di collegamento tra la pianura padana e il bellunese.
Da qui si diramano linee verso il pordenonese, il trevigiano e il vicentino.
Il servizio di mobilità è gestito dalla società MOM Mobilità di Marca.

### Ferrovie

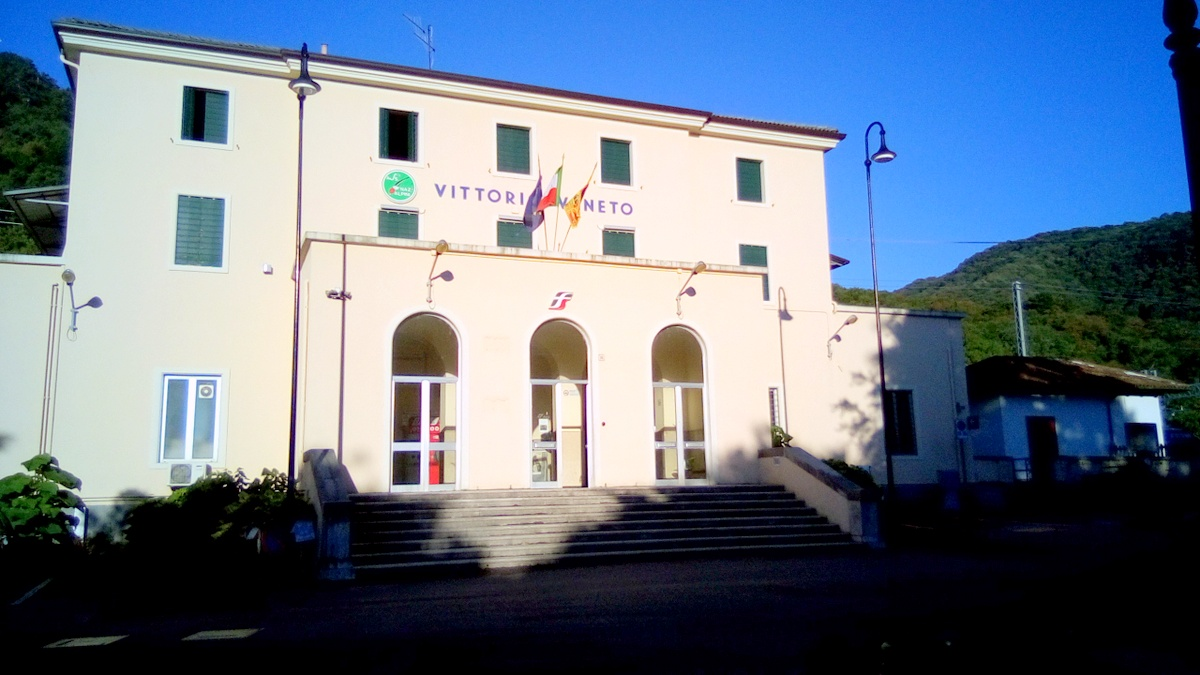
La stazione di Vittorio Veneto

La città di Vittorio Veneto possiede due stazioni ferroviarie servite dalla linea Ponte nelle Alpi-Conegliano, interamente elettrificata da febbraio 2021: la stazione di Vittorio Veneto, situata in centro città e la fermata di Soffratta, situata nel quartiere di Ceneda, a servizio del centro storico del quartiere e della zona sud della città.
In passato era attiva un'ulteriore fermata, (Stazione di Nove), oggi dismessa e in stato di abbandono.

## Sport

### Automobilismo
Nel territorio comunale e limitrofi viene organizzato il "Rally delle Prealpi Trevigiane" giunto nel 2012 alla 17ª edizione. Sono previste diverse prove speciali, interamente su asfalto, distribuite in due giorni.
Ma la gara automobilistica entrata nella storia è la Cronoscalata Vittorio Veneto-Cansiglio arrivata nel 2012 alla 40ª edizione e valida per il Campionato Italiano Velocità Montagna, il massimo riconoscimento a livello nazionale. Il tracciato di gara si trovava interamente nel territorio comunale di Fregona ma ha mantenuto il nome originale che l'ha fatta diventare grande. Attualmente la cronoscalata non viene più disputata. In passato, lungo i tornanti che portano al Passo La Crosetta, si sono sfidati i migliori specialisti delle gare in montagna e nell'albo d'oro spiccano nomi come Tazio Nuvolari, Arturo Merzario, Mauro Nesti, Ezio Baribbi, il compianto Fabio Danti e Simone Faggioli, fino all'idolo locale e detentore del maggior numero di vittorie assolute (6) Denny Zardo.

### Ciclismo
Giro d'Italia
Vittorio Veneto è stata sede di arrivo finale del Giro d'Italia nell'edizione del 1988, con il traguardo del 12 giugno posto sul viale della Vittoria, dove si concluse l'ultima tappa (cronometro individuale in un circuito cittadino) con la vittoria del polacco Lech Piasecki e successo finale dello statunitense Andrew Hampsten.
In totale, la città è stata sede di tappa della "Corsa Rosa" in sedici occasioni (sette partenze e nove arrivi).
Nel dettaglio gli arrivi di tappa a Vittorio Veneto:
| Anno | Tappa            | Partenza             | km  | Vincitore di tappa | Maglia Rosa       |
| ---- | ---------------- | -------------------- | --- | ------------------ | ----------------- |
| 1937 | 15ª              | Forlì                | 266 | Glauco Servadei    | Gino Bartali      |
| 1947 | 14ª              | Padova               | 132 | Adolfo Leoni       | Gino Bartali      |
| 1961 | 18ª              | Trieste              | 161 | Renato Giusti      | Arnaldo Pambianco |
| 1966 | 21ª              | Belluno              | 181 | Pietro Scandelli   | Gianni Motta      |
| 1968 | 13ª              | Cortina d'Ampezzo    | 163 | Lino Farisato      | Eddy Merckx       |
| 1985 | 5ª               | Selva di Val Gardena | 225 | Emanuele Bombini   | Roberto Visentini |
| 1988 | 21ª 1ª Semitappa | Jesolo               | 73  | Urs Freuler        | Andrew Hampsten   |
| 1988 | 21ª 2ª Semitappa | Vittorio Veneto C    | 43  | Lech Piasecki      | Andrew Hampsten   |
| 2014 | 17ª              | Sarnonico            | 204 | Stefano Pirazzi    | Nairo Quintana    |

Nel Giro d'Italia 1937, la tappa successiva, la 16ª, fu la Vittorio Veneto - Merano, che entrò nella storia per l'ingresso della prima volta delle Dolomiti con il Passo Rolle e il Passo Costalunga, splendido scenario tra le Pale di San Martino, il Latemar e il Catinaccio.
Il Giro d'Italia 1961 è stato il Giro del Centenario dell'Unità d'Italia e furono toccate le città più importanti della storia d'Italia come Torino, Firenze, Roma, Trento, Trieste, e anche Vittorio Veneto.
La 21ª tappa del Giro d'Italia 1966 fu caratterizzata dal primo e sinora unico passaggio della carovana rosa sul Passo San Boldo.
Nel Giro d'Italia 1968 durante la 13ª tappa Lino Farisato, scalatore vicentino e gregario del Cannibale è in fuga con Giancarlo Polidori, Vito Taccone e il tedesco Rudi Altig. Con un colpo da maestro lascia la pericolosa compagnia sul Nevegal mentre i tre non reagiscono e non si organizzano neanche quando vengono raggiunti dallo spagnolo Mariano Díaz e Farisato va a catturare la prima delle due più prestigiose vittorie della carriera, l'altra è quella di Ponte di Legno dopo il Gavia al Giro d'Italia 1971.
La classifica finale del Giro d'Italia 1988 conclusosi a Vittorio Veneto in occasione dei settant'anni dalla fine della prima guerra mondiale vede il trionfo dello statunitense Andrew Hampsten per 1'43" sull'olandese Erik Breukink, il vincitore dell'eroica tappa Chiesa in Valmalenco - Bormio del 5 giugno 1988 entrata nella storia del ciclismo mondiale per la tormenta di neve sul Gavia. Passano ben 26 anni per il successivo arrivo di tappa: si dovrà attendere la 17ª tappa del Giro d'Italia 2014, mercoledì 28 maggio. La carovana partì da Sarnonico, percorse la Valsugana, superò le "scale" di Primolano, attraversò Feltre, Valdobbiadene e Pieve di Soligo, affrontò il Muro di Ca' del Poggio ed entrò in Vittorio Veneto da Carpesica. L'arrivo fu posto in Viale della Vittoria e a vincere fu Stefano Pirazzi.

### Altri sport
Le principali squadra di calcio della città sono l'Unione Sportiva Vittorio Veneto e, per quanto riguarda il campionato femminile, la Permac Vittorio Veneto. Inoltre, vi sono nati alcuni sportivi degni di nota: Ilario Castagner (ex allenatore calcio), Luigi Polentes (calciatore), Samuela De Nardi (moto), Francesca Segat (nuoto), Giampietro De Faveri (triathlon), Livio Pin (calciatore), Gabriele Pin (ex calciatore), Elvi Pianca (calciatore), Diego Bortoluzzi (ex calciatore, ora allenatore), Renato Longo (ciclocross), Marisa Celletti (campionessa italiana di judo), Ivan Carminati (capo dei preparatori atletici dell'Internazionale, già preparatore della nazionale inglese, Lazio, Parma e Reggina), Andrea Poli (calciatore), Alex Cordaz (calciatore), Michele Fornasier (calciatore) ed il compianto ex calciatore ed allenatore Paolo Barison al quale e stato intitolato lo stadio comunale di Vittorio Veneto. Nella sua carriera di calciatore vanta la presenza in squadre come: Genoa, Milan (Vincitore della Coppa Campioni del 1963) Sampdoria, Roma, Napoli e vesti´ per 9 volte la maglia della Nazionale.

### Judo
In città si svolge da 20 anni il più importante torneo di judo nazionale, il Trofeo "Città della Vittoria": solo nell'ultima edizione hanno partecipato oltre 1.500 atleti provenienti da tredici nazioni, tra cui Ucraina, Marocco, Russia, Azerbaigian. Al torneo partecipano tutti i migliori judoka italiani dei gruppi militari, che formano poi il blocco della nazionale.

### Atletica
Dal 2004 da Vittorio Veneto parte la Maratona di Treviso, manifestazione che negli anni ha visto un crescendo di partecipanti culminato nell'edizione 2007 con circa 4000 podisti.
Dal 2010, in occasione dei festeggiamenti della patrona di Vittorio Veneto il 22 agosto, l'Associazione Pro Loco di Vittorio Veneto organizza la "Cronoscalata di Sant'Augusta": il percorso, lungo 1,2 km per un dislivello complessivo di 200 m con circa 300 gradini, si estende lungo i tornanti che portano al Santuario di Santa Augusta.
Il record del tracciato stabilito nell'edizione del 2011 è di 6'44", stabilito da Abdoullah Bamoussa.

### Triathlon
Dal 2 giugno 2010 si disputa presso il complesso delle piscine comunali e della pista di atletica leggera il "Triathlon Super Sprint Città di Vittorio Veneto" organizzato da "ASD Silca Ultralite Vittorio Veneto", aperto sia alle categorie giovanili e sia dal 2012 a quelle amatoriali.